# Каласево
Кала́сево (рос. Каласево, ерз. Колазь веле) — село у складі Ардатовського району Мордовії, Росія. Адміністративний центр Каласевського сільського поселення.

## Населення
Населення — 320 осіб (2010; 371 у 2002).
Національний склад (станом на 2002 рік):
- ерзяни — 88 %